# 戴维·J·梅尔泽
戴维·J·梅尔泽（1955年—）是一位美国考古学家，南方卫理公会大学教授，研究方向为古印地安人进入美洲和更新世巨型動物群的灭绝之间的关系。